# 穴山武
穴山 武（あなやま たけし、1925年10月28日 - 2014年5月27日）は、日本の工学者。磁気工学専攻。東北大学名誉教授。元八戸工業高等専門学校長。元豊橋技術科学大学副学長。従三位勲二等瑞宝章。

## 人物・経歴
山梨県出身。1948年東京工業大学電気工学科卒業。1951年山梨大学工学部助手。1957年山梨大学工学部助教授。1960年東北大学工学部助教授。1961年東京工業大学より工学博士の学位を取得。1963年東北大学工学部教授。1979年文部省学術審議会専門委員。1985年東北大学工学部長、東北大学評議員。1988年八戸工業高等専門学校長、東北大学名誉教授。1994年八戸工業高等専門学校名誉教授。1996年豊橋技術科学大学副学長。2000年豊橋技術科学大学名誉教授。2003年勲二等瑞宝章受章。2014年従三位。

## 著書
- 『磁気増幅器入門』（宮沢永次郎と共著）電気書院 1959年
- 『電気工学基礎講座 第8巻』（福島弘毅と共著）朝倉書店 1967年
- 『エネルギー変換工学基礎論』丸善 1977年